# Shima Yoshitake
En aquest nom japonès, el cognom és Shima.
Shima Yoshitake (島 義勇, Shima Yoshikate, 26 d'octubre de 1822 - 13 d'abril de 1874) fou un samurai del Domini de Saga. Posteriorment, es convertiria en camarlenc i en l'últim governador de la Prefectura d'Akita.